# Tropidion
Tropidion är ett släkte av skalbaggar. Tropidion ingår i familjen långhorningar.

## Dottertaxa tillTropidion, i alfabetisk ordning[1]
- Tropidion abditum
- Tropidion acanthonotum
- Tropidion atricolle
- Tropidion aurulentum
- Tropidion balfourbrownei
- Tropidion batesi
- Tropidion bituberculatum
- Tropidion breviusculum
- Tropidion brunniceps
- Tropidion calciope
- Tropidion carinicolle
- Tropidion castaneum
- Tropidion centrale
- Tropidion cinctulum
- Tropidion citrinum
- Tropidion contortum
- Tropidion cruentum
- Tropidion ecoparaba
- Tropidion elegans
- Tropidion enochrum
- Tropidion epaphum
- Tropidion erythrurum
- Tropidion extraordinarium
- Tropidion fairmairei
- Tropidion fernandezi
- Tropidion festivum
- Tropidion flavipenne
- Tropidion flavipes
- Tropidion flavum
- Tropidion fuscipenne
- Tropidion hermione
- Tropidion hispidum
- Tropidion igneicolle
- Tropidion inerme
- Tropidion intermedium
- Tropidion investitum
- Tropidion iuba
- Tropidion kjellanderi
- Tropidion lepidum
- Tropidion litigiosum
- Tropidion mirabile
- Tropidion nordestinum
- Tropidion obesum
- Tropidion ochraceum
- Tropidion periboeoides
- Tropidion persimile
- Tropidion personatum
- Tropidion pictipenne
- Tropidion pinima
- Tropidion praecipuum
- Tropidion pubicolle
- Tropidion pulvinum
- Tropidion pusillum
- Tropidion rubricatum
- Tropidion rusticum
- Tropidion salamis
- Tropidion semirufum
- Tropidion silvestre
- Tropidion sipolisi
- Tropidion subcruciatum
- Tropidion supernotatum
- Tropidion tendyra
- Tropidion tymauna
- Tropidion validum
- Tropidion vianai
- Tropidion vicinum
- Tropidion xanthocele
- Tropidion zonapterum